# Werner Simsohn
Werner Simsohn (* 18. Dezember 1924 in Berlin; † 6. Februar 2001 in Gera) ist der Autor des mehrteiligen Werkes Juden in Gera.

## Leben
Im Alter von drei Jahren kam Werner Simsohn 1927 nach Gera. Der Vater, Julius, war Jude. Seine Kindheit und Jugend war geprägt durch die Verfolgung jüdischer Familien. 1945 wurde sein Vater nach einem Todesmarsch aus dem KZ Auschwitz im Konzentrationslager Mauthausen
ermordet, andere Verwandte wurden deportiert und kamen ebenfalls um. Er selbst wurde als junger Mann verhaftet und in ein sogenanntes „Erziehungslager“ in den Buna-Werken in Schkopau bei Merseburg gebracht, aus dem er kurz vor Kriegsende floh.
Nach dem Krieg arbeitete er in Gera als Handballtrainer. Das Handballspiel hatte er als Junge im Sportverein Post-SV Gera gelernt, eine bemerkenswerte Tatsache, denn als Kind mit einem jüdischen Vater hätte er dort während der NS-Zeit gar nicht mitspielen dürfen. In Juden in Gera, Band 1 würdigt Simsohn den couragierten Leiter der Handballer, Alfred Schindhelm, der ihn trotz der Risiken für sich selbst geschützt und gefördert hat.

## Autor und Nachlass
Nach dem Krieg erkannte Simsohn die Notwendigkeit, die Geschichte der jüdischen Einwohner Geras vor dem Vergessen zu bewahren. Da praktisch keine archivarischen Quellen zu diesem Teil der Geschichte Geras vorlagen war sein Vorhaben nur durch aufwendige Recherchen und die persönliche Befragung von überlebenden Zeitzeugen möglich. Er widmete dieser Aufgabe viele Jahre seines Lebens und führte sie in vollständiger Eigenregie durch. Es entstand die umfangreichste Sammlung zum Thema Juden in Gera. Sein Lebenswerk verarbeitete er auch im gleichnamigen Buch in drei Bänden. Der erste Band erschien 1997, im Jahr darauf der zweite Band und ein Jahr vor seinem Tod der dritte. Bereits am 25. April 1995 übereignete Simsohn seine Sammlung schenkungsweise der Stadt, um so die Ergebnisse seines Lebenswerkes für die Zukunft zu bewahren und der Öffentlichkeit nutzbar zu machen.

## Würdigung
Am 1. November 1998 wurde ihm die Ehrenbürgerwürde der Stadt Gera verliehen. Des Weiteren wurde am 10. Juli 2010 ein Triebfahrzeug der Geraer Straßenbahn auf seinen Namen getauft.